# Mittelndorf
Mittelndorf ist ein Stadtteil der Großen Kreisstadt Sebnitz im Landkreis Sächsische Schweiz-Osterzgebirge, Sachsen.

## Geographie

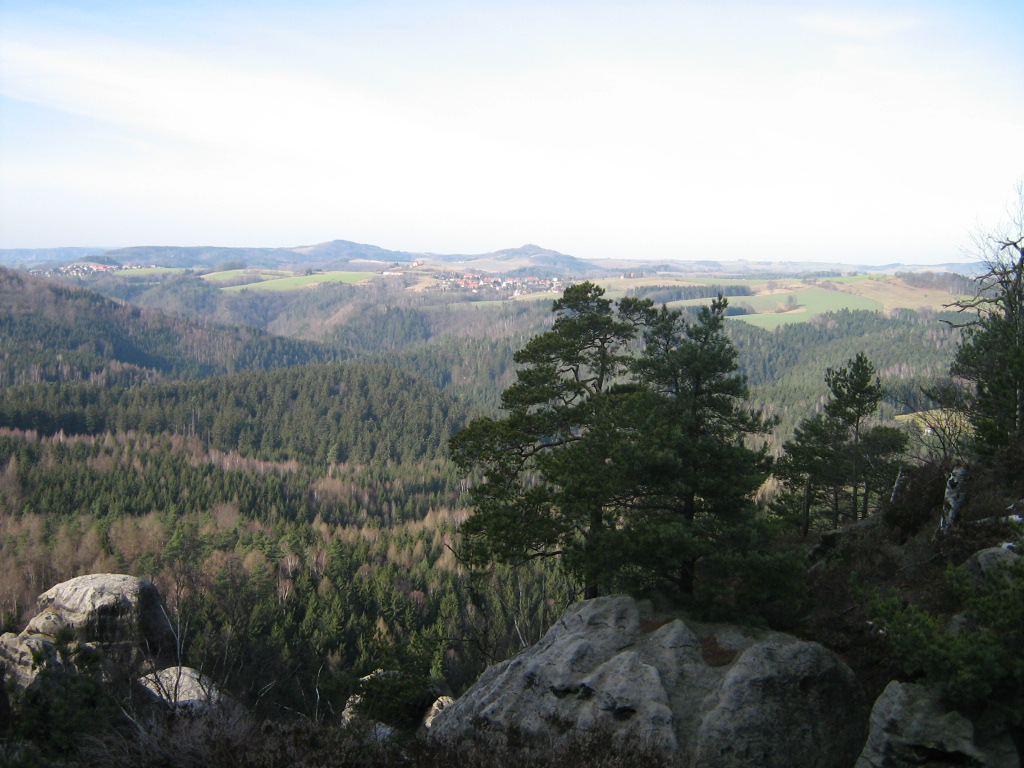
Mittelndorf vom Gebiet der Affensteine aus gesehen

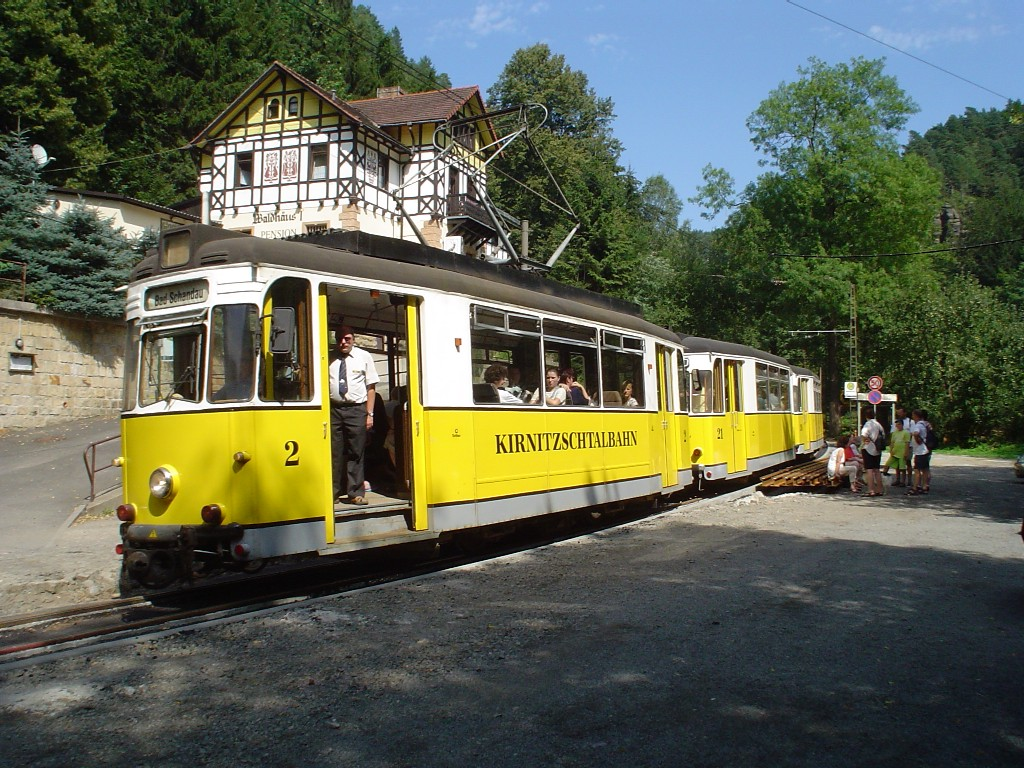
Kirnitzschtalbahn an der Haltestelle Forsthaus in der Mittelndorfer Flur

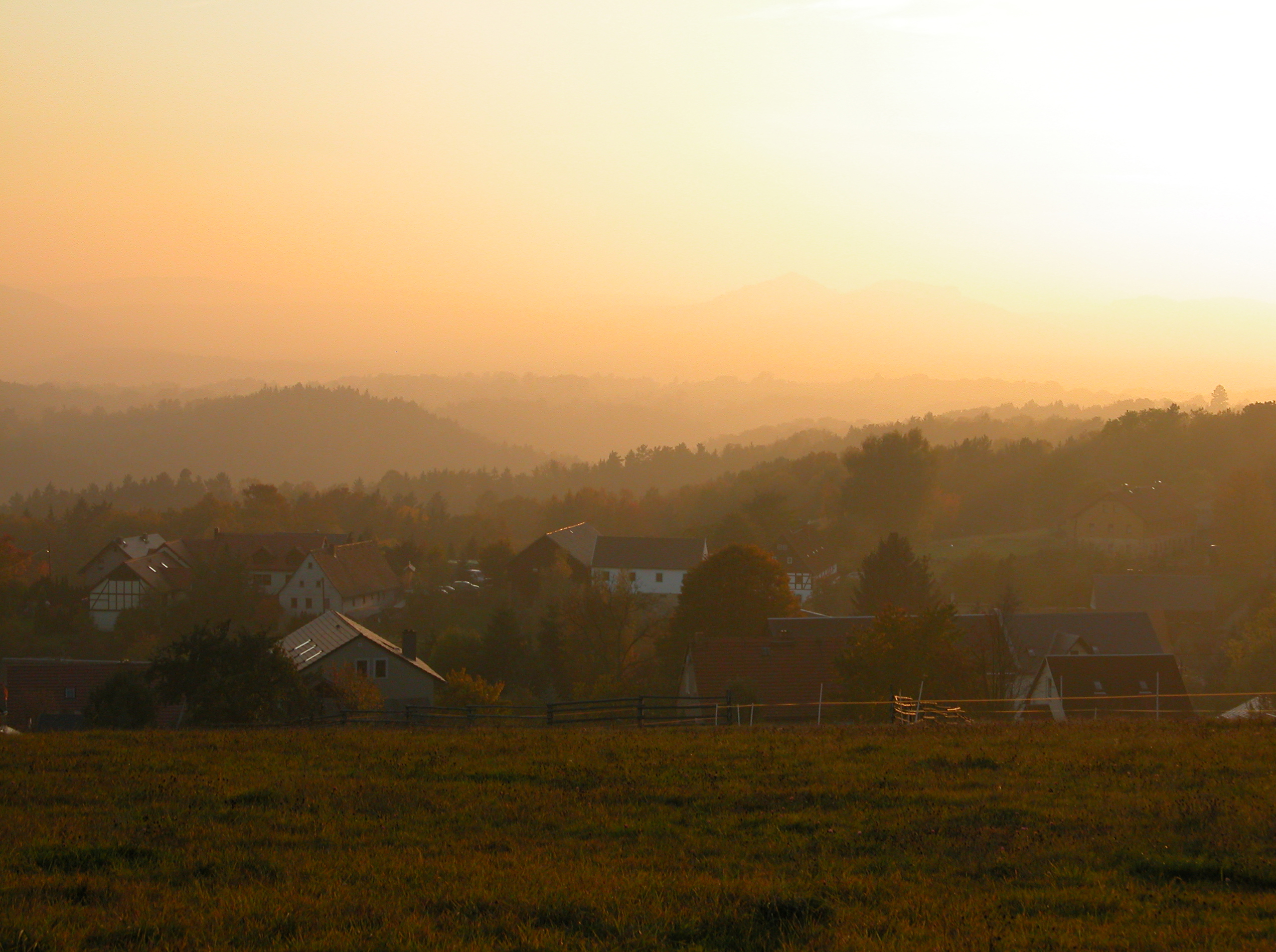
Mittelndorf

Mittelndorf liegt im rechtselbischen Teil der Sächsischen Schweiz auf der Hochfläche zwischen den Flüssen Sebnitz im Norden und Kirnitzsch im Süden. Der Ort befindet sich im Zentrum einer von bewaldeten Hanglagen umgebenen, nur nach Osten und Westen offenen Rodungsfläche, der von Umgebinde- und Fachwerkhäusern geprägte Dorfkern liegt dabei am Beginn eines rechten Seitentälchens des Kirnitzschtals. Die höchsten Punkte sind der 352 Meter hohe Birkenberg im Osten und der 332 Meter hohe Weinberg im Westen. Vom Aussichtspunkt Rämischs Bank bietet sich ein Panoramablick auf die Schrammsteine. Im Südosten der Mittelndorfer Flur liegen die Kroatenschlucht und die Schaarwiese. Die Flurgrenzen verlaufen im Norden entlang der Sebnitz, im Westen in Höhe Hegebusch und im Süden entlang der Kirnitzsch. Die östliche Flurgrenze markiert der Beuthenbach, der kurz vor seiner Einmündung in die Kirnitzsch einen Wasserfall, den Beuthenfall, bildet. Mit seinen 255 Einwohnern (Stand: 2011) ist Mittelndorf der kleinste der fünf Ortsteile Kirnitzschtals. Die Gemarkung Mittelndorf grenzt im Westen an Altendorf und im Osten an Lichtenhain. Nördlich benachbart ist der Hohnsteiner Ortsteil Ulbersdorf. Im Süden grenzt die Flur des Bad Schandauer Ortsteils Ostrau mit dem 401 Meter hohen Tafelberg Hohe Liebe an.
Wichtigste Straßen im Ort sind die beiden von Bad Schandau nach Sebnitz führenden Staatsstraßen 165 (Kirnitzschtalstraße) und 154 (Schandauer Straße). An den ÖPNV ist Mittelndorf über die Buslinie 260 des Regionalverkehrs Sächsische Schweiz-Osterzgebirge angebunden. Im Sebnitztal liegt an der Bahnstrecke Bautzen–Bad Schandau (Sebnitztalbahn) der 1904 eingerichtete Haltepunkt Mittelndorf, ein während des Sommerhalbjahres bedienter Bedarfshalt für Wandertouristen. Er ist nur über Forst- und Wanderwege erreichbar und liegt weit abseits des öffentlichen Straßennetzes rund einen Kilometer von Mittelndorf entfernt im Wald. Durch das Kirnitzschtal führt die Kirnitzschtalbahn, eine vorrangig touristischen Zwecken dienende Überlandstraßenbahn und die einzige deutsche Straßenbahnlinie, die keine Liniennummer trägt. Im Bereich Mittelndorf hat sie fünf Haltestellen, und zwar Ostrauer Mühle/Zeltplatz, Mittelndorfer Mühle, Forsthaus, Nasser Grund und Beuthenfall. Darüber hinaus führen mehrere Fernwanderwege durch die Mittelndorfer Flur, darunter Fremdenweg, Malerweg, Dichter-Musiker-Maler-Weg (Panoramaweg) und Lausitzer Schlange. Zudem gibt es in Mittelndorf einen lehrpfadartigen Rundweg.

## Geschichte

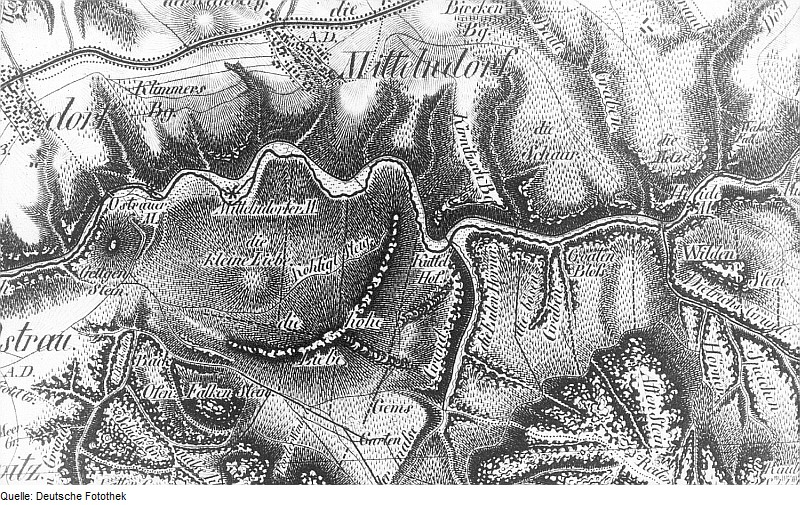
Mittelndorf in den 1820er Jahren auf einer Karte aus dem Oberreitschen Atlas

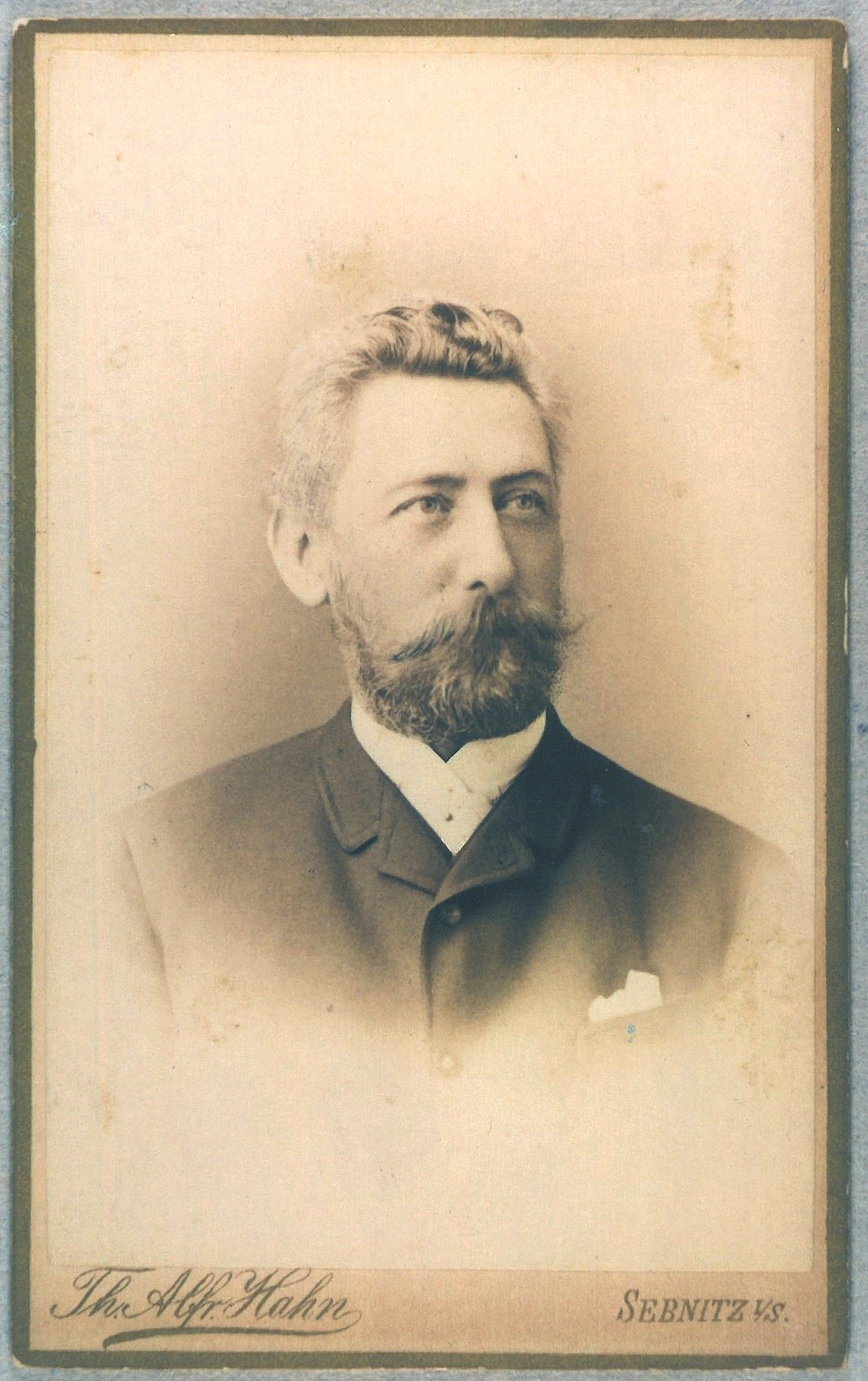
Robert Sputh war Erbauer und Besitzer der Mittelndorfer Sputhmühle, die als weltweit erster Produktionsort für aus Holzschliff hergestellte Bierdeckel gilt.

Der Ortsname ist, genau wie die Namen der meisten Orte in der Umgebung, nicht slawischen, sondern deutschen Ursprungs. Er setzt sich aus zwei Bestandteilen zusammen, „Mitte“ und „Dorf“. Erstmals erwähnt wurde das Dorf 1446 unter dem Namen „Mytelsdorff“ als Teil der im Besitz der Berken von der Duba befindlichen Herrschaft Wildenstein. Als diese am 8. April 1451 zu Sachsen kam, hieß der Ort „Mitteldorf“ und bereits 1629 war die heutige Schreibweise in Gebrauch. Mittelndorf entstand als Waldhufendorf im Zuge der Deutschen Ostsiedlung. Als Amtsdorf unterstand es mit seiner rund 14 Hufen großen Waldhufenflur in grundherrschaftlicher, erbgerichtlicher und verwalterischer Hinsicht vom 16. bis ins 19. Jahrhundert direkt dem Amt Hohnstein. Eingepfarrt war und ist es dagegen ins benachbarte Lichtenhain.
Auf Grundlage der Landgemeindeordnung von 1838 erlangte Mittelndorf Selbstständigkeit als Landgemeinde, deren Verwaltung 1856 dem Gerichtsamt Schandau oblag. Mittelndorf war 1875 Teil der Amtshauptmannschaft Pirna, die Größe der Gemeindeflur betrug im Jahre 1900 rund 536 Hektar. Auf ihr wurde vorwiegend Landwirtschaft betrieben, zudem gab es die 1518 ersterwähnte Mittelndorfer Mühle, die heute als Gaststätte und Pension dient. Im Jahre 1882 ließ Robert Sputh (1843–1913) aus Dresden im Sebnitztal nördlich von Mittelndorf die Sputhmühle errichten. Nachdem Sputh 1892 das Patent für ein Verfahren zur Herstellung von Bierglasuntersetzern erhalten hatte, fungierte die Sputhmühle als weltweit erster Produktionsort für aus Holzschliff hergestellte Bierdeckel, die bis nach Brasilien exportiert wurden. Da ein befestigtes Wegenetz zur Sputhmühle, die in Spitzenzeiten 120 Arbeiter aus den umliegenden Dörfern beschäftigte, nicht vorhanden war, diente ein Gleisanschluss zur Sebnitztalbahn zur Anlieferung des Rohmaterials und zum Abtransport der Fertigprodukte. Die Sputhmühle brannte 1937 ab und wurde später abgerissen. Im Jahr 1889 wurde die Freiwillige Feuerwehr Mittelndorf gegründet. Der Mittelndorfer Arbeiter-Turnverein legte 1928 am Waldrand nordwestlich des Ortes das Mittelndorfer Freibad an, das seit 1997 geschlossen ist.
Im Jahre 1974 wurde Mittelndorf, das seit 1952 dem Kreis Sebnitz zugeordnet war, nach Lichtenhain eingemeindet. Im Jahre 1994 kam Lichtenhain zur neuen Gemeinde Kirnitzschtal; aus dem Kreis Sebnitz ging damals durch Fusion zunächst der Landkreis Sächsische Schweiz und 2008 der Landkreis Sächsische Schweiz-Osterzgebirge hervor. Seit dem 1. Oktober 2012 gehört Mittelndorf als Teil Kirnitzschtals zur Großen Kreisstadt Sebnitz. Eine der wichtigsten Erwerbsquellen der Einwohner ist der Tourismus.

## Einwohnerentwicklung
| Jahr    | Einwohner                                            |
| ------- | ---------------------------------------------------- |
| 1547/51 | 17 Besessene Mann, 1 Gärtner, 4 Häusler, 23 Inwohner |
| 1764    | 15 Besessene Mann, 4 Gärtner, 16 Häusler             |
| 1834    | 295                                                  |
| 1871    | 354                                                  |
| 1890    | 388                                                  |
| 1910    | 457                                                  |
| 1925    | 470                                                  |
| 1939    | 402                                                  |
| 1946    | 478                                                  |
| 1950    | 488                                                  |
| 1964    | 389                                                  |
| 2011    | 255                                                  |